# 三良坂インターチェンジ
三良坂インターチェンジ（みらさかインターチェンジ）は、広島県三次市にある尾道自動車道のインターチェンジ（地域活性化インターチェンジ）である。

## 道路
- E54 尾道自動車道（5番）

## 接続する道路
- 広島県道61号三次庄原線（広島県道440号羽出庭三良坂線との重複区間） [1]

## 歴史
- 2012年（平成24年）4月20日 : 追加インターチェンジとして設置決定。
- 2014年（平成26年）3月30日 : 吉舎IC - 三次東IC/JCT間開通に伴い供用開始[2]。

## 併設施設
- 三良坂除雪基地
- 三良坂チェーンベース

## 隣
E54 尾道自動車道
(4) 吉舎IC - (5) 三良坂IC - (21-1) 三次東JCT/IC